# Xbox One System Software
Xbox One System Software es el sistema operativo de la videoconsola de hogar de octava generación, Xbox One. Es un sistema operativo basado en el núcleo de Windows que, desde el lanzamiento de Windows 10, se ha convertido en una edición de la última versión de Windows. El sistema utiliza distintas máquinas virtuales integradas al sistema mediante Hyper-V y contiene sistemas distintos para los juegos y para las aplicaciones y se encuentra interno dentro del HDD para su uso día a día, aunque también se encuentra en el almacenamiento interno de NAND, para propósitos de recuperación y restablecimiento de fábrica.
Los dispositivos como la Xbox One permiten que los usuarios puedan descargar aplicaciones que añaden la funcionalidad de la Dashboard. Desde junio de 2014 ya no es necesario que la cuenta de Xbox Live tenga una suscripción activa de Gold para usar las características de las apps de entretenimiento.

## Historia
Desde el lanzamiento, Microsoft ha estado actualizando el sistema operativo cada mes, con actualizaciones descargables desde la cuenta Xbox LIVE o usando imágenes de sistema descargadas en una computadora. En noviembre de 2015, una actualización mayor del sistema, conocida como Xbox One Experience (XNE) fue lanzada, trayendo muchas funciones y características nuevas. El núcleo de Windows 8 en el sistema fue remplazado por el Windows 10 OneCore y añadió la capacidad de instalar y utilizar aplicaciones universales de Windows 10.

## Tecnología
La consola Xbox One corre en un sistema operativo que incluye el Windows 10 OneCore, aunque inicialmente incluyó el Windows 8 Core en su primer lanzamiento. El SO contiene una versión de Hyper-V fuertemente modificado como un sistema anfitrión y dos particiones. Una partición es para los juegos, mientras que la otra tiene el Windows 10 OneCore (anteriormente el Windows 8 Core). Desde el lanzamiento de Xbox One Experience, las apps UWP comenzaron a ser compatibles con el SO.

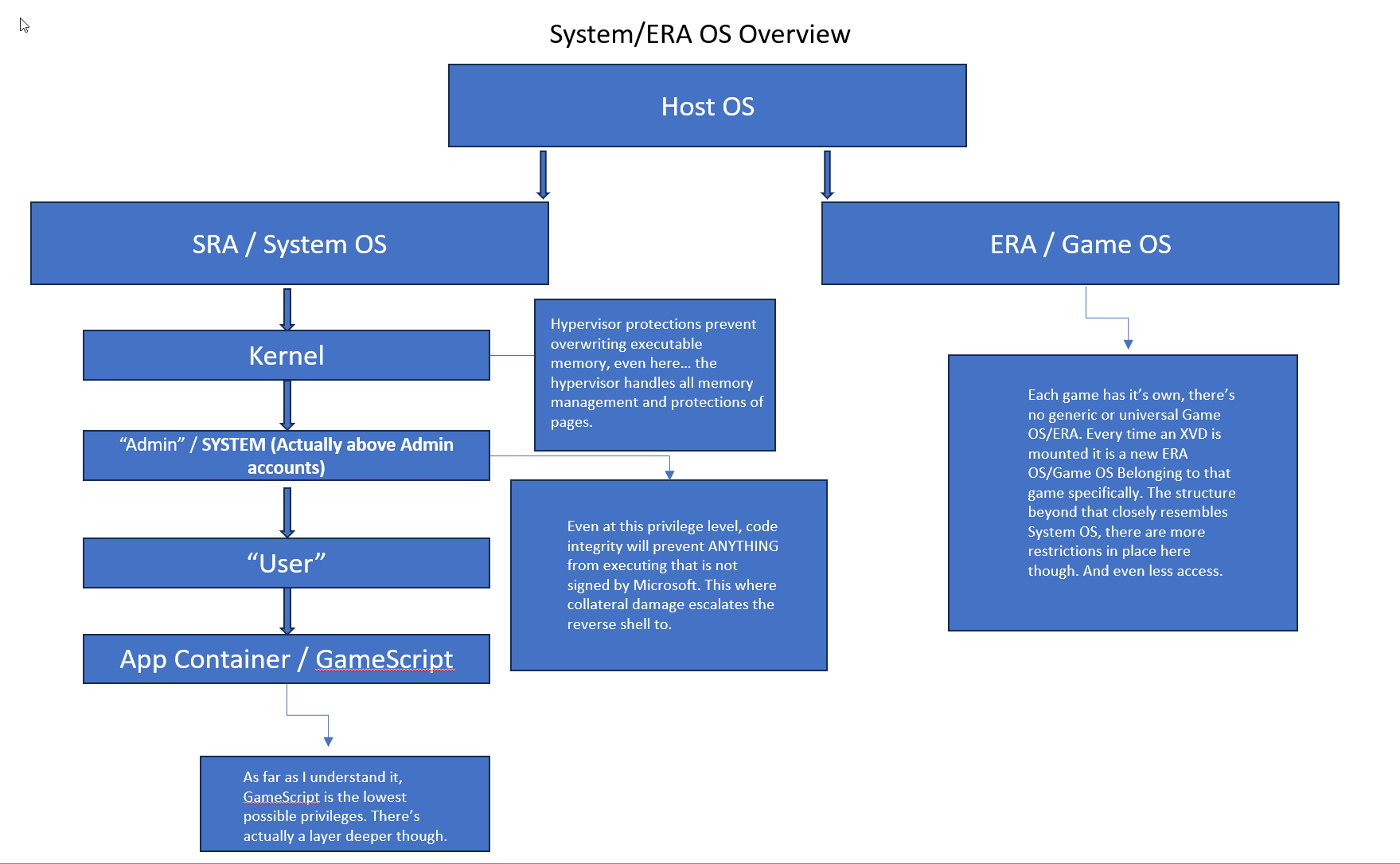
How the Xbox One OS works

Tras noviembre de 2021, el sistema recibió una actualización donde el navegador Edge se actualizaba para tener una versión de Edge basada en Chrome directamente de un Port de Windows, dando la capacidad de ser un navegador web completo en Xbox. 
Una ventaja era el uso de GeForce NOW, el servicio en la nube de Nvidia de streaming de juegos con total compatibilidad hacia el control Xbox One y la posibilidad de jugar juegos de nueva generación hasta en la Xbox One original.